# (1269) Rollandia
(1269) Rollandia – planetoida należąca do zewnętrznej części pasa głównego asteroid okrążająca Słońce w ciągu 7 lat i 255 dni w średniej odległości 3,9 au. Została odkryta 20 września 1930 roku w Obserwatorium Simejiz na górze Koszka na Półwyspie Krymskim przez Grigorija Nieujmina. Nazwa planetoidy pochodzi od Romain Rollanda (1866-1944), francuskiego pisarza, laureata nagrody Nobla. Przed nadaniem nazwy planetoida nosiła oznaczenie tymczasowe (1269) 1930 SH.